# Campylopus validinervis
Campylopus validinervis är en bladmossart som beskrevs av Benito C. Tan 1989. Campylopus validinervis ingår i släktet nervmossor, och familjen Dicranaceae. Inga underarter finns listade i Catalogue of Life.